# 黃寬 (醫學家)
黃寬（1829年—1878年10月12日），字綽卿，號杰臣，中国醫學家、教育家，中国早期去往欧洲留学的留學生之一。

## 生平
1829年，黄宽出生於廣東香山縣東岸鄉（今广东省珠海市唐家灣鎮東岸社區）。因父母早亡，黄宽由祖母撫養長大，曾经在乡村私塾读书，后因家境贫寒而中途辍学。1841年黄宽進入澳門馬禮遜學堂念书，并于1847年與容閎、黃勝等人一起隨校長布朗夫婦前往美國学习。1849年，黄宽在马萨诸塞州的孟松学校毕业后前往苏格兰，进入愛丁堡大學学习（第一年修读的是英国文学专业，次年转修医学），于1855年获得学士学位，并在英国医院实习两年，继续研修病毒学和解剖学，于1857年获得医学博士学位。黄宽是第一位接受英国高等教育的华人，也是第一個從歐洲大學畢業的中國医生。對於培養了中國第一位在英国留学的医学家，愛丁堡大學至今仍引以為榮。1857年黄宽回國后，最开始在香港行医。1858年，黄宽来到广州，就职于惠爱医馆。1860年，黄宽因人事矛盾从惠爱医馆辞职，自营诊所行医，并在闲暇时于博济医院兼职。黄宽醫術精深，特别擅长临床外科，曾成功进行了中国第一例胚胎截开术（1860年）。1862年黄宽受李鸿章之邀赴其幕府担任医官，不过半年后黄宽就辞职返回广州。1863年，黄宽受聘兼任广州海关医务处医官（时任17名医官中唯一一位中国人）。1864年后黄宽於博濟醫學堂承担教學任务，教授解剖学、生理学以及外科医学，为中国培养了第一代西医人才。期间黄宽也继续在博济医院担任临床医师，并與嘉約翰醫生合作，身兼多职，共同完成了廣州仁濟堂的建造（没有聘请到合适的专业建筑师和营造商）。1867年，因为嘉约翰医生离开中国，黄宽代理博济医院院长。1873年广州霍乱爆发，黄宽发表论文分析了真假霍乱的差异，并编撰了多篇医院报告以及海关医务年刊。1875年，黄宽兼任西南施医局主任。黄宽的妻子是香港牧师何福堂的长女，不过没有生下子女并且后来两人離婚，离婚后黄宽就一直與姐姐一同生活。1878年10月12日，因患項疽劇發，黄宽與世長辭，享年49歲。